# Tvorovice
Tvorovice település Csehországban, a Prostějovi járásban. Tvorovice Uhřičice, Pivín, Obědkovice, Polkovice, Klenovice na Hané és Hruška településekkel határos. Lakosainak száma 283 fő (2024. január 1.).

## Népesség
A település lakosságának változását az alábbi diagram mutatja:
| Lakosok száma | 414  | 474  | 494  | 436  | 376  | 292  | 302  | 282  | 272  | 283  |
|               | 1869 | 1900 | 1921 | 1961 | 1980 | 2011 | 2016 | 2019 | 2021 | 2024 |